# Spaelotis einsenbergeri
Spaelotis einsenbergeri là một loài bướm đêm trong họ Noctuidae.